# Fragglarna (hackare)
Fragglarna kallades de svenska hackare, som under 1990-talet begick dataintrång på bland annat amerikanska rymdstyrelsen NASA och amerikanska flygvapnets nätverk. Brottet utreddes av amerikanska FBI, Air Force Office of Special Investigations samt svensk polis. De kallade lägenhetsområdet de utgick ifrån för "Fraggelberget", efter barnprogrammet Fragglarna. Det låg i Järna och de upplevde att det mest befolkades av kufar; narkomaner och antroposofer.
Två män dömdes år 2000 till villkorlig dom för dataintrånget. En av dem, Joel Söderberg, arbetade senare med IT-säkerhet och fick sitt första arbete i den branschen i samband med rättegången.